# 桑德斯維爾 (密西西比州)
桑德斯維爾（英語：Sandersville）是位於美國密西西比州瓊斯縣的城鎮。

## 人口
根據2020年美國人口普查的數據，桑德斯維爾的面積為12.92平方千米，當中陸地面積為12.82平方千米，而水域面積為0.10平方千米。當地共有人口636人，而人口密度為每平方千米49人。